# Субпрефектура Парельейрус
Субпрефектура Парельейрус (порт. Subprefeitura de Parelheiros) — одна из 31 субпрефектур города Сан-Паулу, находится в южной части города. Общая площадь 360,6 км². Численность населения — 156 392 жителей.
Это самая большая по площади и наименьшая по численности населения из субпрефектур города Сан-Паулу.
Субпрефектура Парельейрус состоит из 2 округов:
- Парельейрус (Parelheiros)
- Марсилак (Marsilac)